# Nazionalità sportiva
La nazionalità sportiva definisce l'entità politico-geografica che un atleta rappresenta nelle competizioni sportive internazionali. Tali entità non sempre coincidono con gli stati sovrani. La nazionalità sportiva, inoltre, si distingue dalla cittadinanza che può essere multipla, sia di nascita sia di acquisizione successiva, mentre questa è, in ogni singolo momento della vita di una persona, una sola. In particolare, i cittadini nazionali devono scegliere, a un certo livello di competizione, la propria nazionalità sportiva. Queste regole dipendono da ciascuna federazione sportiva internazionale.
Inoltre, alcune nazionalità sportive, spesso, non corrispondono univocamente a una cittadinanza e viceversa. Ad esempio, i giocatori della nazionale di calcio dell'Inghilterra hanno cittadinanza britannica così come hanno la stessa cittadinanza i giocatori delle nazionali scozzese, gallese e nordirlandese. Le rispettive nazionali possono quindi partecipare alle competizioni internazionali organizzate dalla FIFA o dalla UEFA. Invece, per quanto riguarda le competizioni olimpiche le rappresentative delle quattro Home Nations non possono partecipare ai giochi in quanto il Comitato Olimpico Internazionale, dato che il suo referente è il Comitato olimpico britannico, non riconosce le singole federazioni regionali del Regno Unito. Per questo, in occasione delle competizioni olimpiche viene costituita una nazionale che rappresenta tutto il paese.
L'esempio opposto è invece dato dai giocatori delle nazionali di rugby, pallacanestro e cricket dell'Irlanda, che possono sia provenire dalla Repubblica di Irlanda, che dall'Irlanda del Nord e, quindi, avere due cittadinanze diverse, oppure dalla nazionale di cricket delle Indie Occidentali che rappresenta 10 paesi indipendenti (Antigua e Barbuda, Barbados, Dominica, Grenada, Guyana, Giamaica, Saint Kitts e Nevis, Saint Lucia, Saint Vincent e Grenadine, Trinidad e Tobago), tre dipendenze del Regno Unito (Anguilla, Isole Vergini britanniche, Montserrat), un territorio degli Stati Uniti (Isole Vergini Americane) e una nazione costitutiva del Regno dei Paesi Bassi (Sint Maarten).

## Cittadinanza
A seconda degli ordinamenti degli stati, i modi più comuni per ottenere la cittadinanza sono:
- ius sanguinis, ovvero la cittadinanza dello Stato di origine dei genitori;
- ius soli, ovvero la cittadinanza dello stato dove si è nati;
- adozione;
- matrimonio, ovvero la cittadinanza dello stato del coniuge;
- residenza prolungata nello stato;
- discendenza;[9]
- ius meriti per meriti speciali, generalmente sportivi o civili, concessa dallo stato;
- ius militiae, ovvero dopo aver prestato un periodo di servizio militare per conto di un altro stato;
- cash for passport[10], ove alcuni stati richiedono un corrispettivo, generalmente molto alto, in danaro o un investimento nella propria nazione per la concessione su richiesta della cittadinanza.

Ogni stato definisce le proprie regole tra cui i titoli (ad esempio tempo di residenza o tempo di durata del matrimonio) e gli esami (esame di cultura e di lingua) necessari per l'acquisizione della cittadinanza oppure le regole che consentono o impediscono la doppia cittadinanza. Normalmente uno sportivo può competere per una delle nazionali di uno degli stati dei quali detiene anche la cittadinanza. In caso di cittadinanze multiple, l'atleta potrà rappresentare sportivamente solo una delle nazioni di cui detiene la cittadinanza a un determinato tempo, secondo le regole dettate da ciascuna federazione sportiva internazionale, oppure, se si tratta di competizioni olimpiche, dal Comitato Olimpico Internazionale.

### Altri requisiti
Per alcune federazioni sportive, ad esempio la World Rugby, anche altri requisiti oltre la cittadinanza possono generare il titolo di rappresentare una squadra nazionale. In particolare, per il rugby, uno dei seguenti titoli può essere sufficiente per poter far parte di una squadra nazionale:
- nazione di nascita;
- nazione di nascita di un genitore o un nonno;
- sessanta mesi consecutivi di residenza nella nazione;
- dieci anni di residenza cumulativa nella nazione.

## Rappresentanze olimpiche
Il Comitato Olimpico Internazionale (CIO) riconosce 206 diversi comitati olimpici nazionali la cui missione è quella di sviluppare, promuovere e proteggere il Movimento Olimpico, in accordo con la Carta Olimpica, nei rispettivi paesi. Sono i comitati olimpici nazionali a selezionare gli atleti destinati a partecipare ai giochi olimpici. Fino al 1996, le regole per il riconoscimento da parte del Comitato Olimpico Internazionale dei comitati olimpici nazionali non erano molto restrittive e, fino ad allora, hanno consentito a territori dipendenti e nazioni costitutive di costituire il proprio comitato olimpico nazionale e competere separatamente dal rispettivo stato sovrano. In seguito a un emendamento al capitolo 4 della Carta Olimpica, i comitati olimpici nazionali possono essere costituiti solo in paesi indipendenti riconosciuti dalla comunità internazionale.
Dei 206 comitati olimpici nazionali riconosciuti dal CIO, 193 sono uno per ciascuno degli stati membri delle Nazioni Unite, uno stato osservatore (Palestina), uno stato in stato in libera associazione con la Nuova Zelanda, non membro delle Nazioni Unite (Isole Cook) e due stati a riconoscimento limitato (Kosovo e Taiwan, quest'ultima designata come Taipei Cinese). Vi sono anche nove comitati olimpici nazionali riconosciuti dal CIO, tra territori dipendenti e nazioni costitutive: quattro territori degli Stati Uniti (Samoa Americane, Guam, Porto Rico, e le Isole Vergini Americane), tre Territori d'oltremare britannici (Bermuda, Isole Vergini britanniche, e Isole Cayman), una nazione costitutiva del Regno dei Paesi Bassi (Aruba) e una regione amministrativa speciale della Cina (Hong Kong).

## Casi specifici
Nella seguente tabella sono riportati, con riferimento ai comitati olimpici nazionali e alle federazioni sportive negli sport del calcio, del cricket, del rugby a 15 e della pallacanestro i casi particolari di:
- comitati e federazioni di stati a sovranità limitata e/o limitato riconoscimento internazionale;
- comitati e federazioni di territori non indipendenti e nazioni costitutive aventi il proprio comitato olimpico distinto dalla nazione di riferimento;
- federazioni che coprono territori più ampi o più ristretti di uno stato.

In grassetto sono riportati gli stati riconosciuti internazionalmente o gli stati che ne rappresentano altri in sede internazionale, in corsivo le dipendenze o le suddivisioni amministrative.
| Territorio                                | Nazione che lo rappresenta presso le Nazioni Unite | Status                                            | Cittadinanza                                                              | Comitato olimpico nazionale | Federazione calcistica riconosciuta dalla FIFA | Federazione di cricket riconosciuta dall'ICC                                              | Federazione di rugby a 15 riconosciuta dal World Rugby | Federazione di pallacanestro riconosciuta dalla FIBA                                      |
| ----------------------------------------- | -------------------------------------------------- | ------------------------------------------------- | ------------------------------------------------------------------------- | --- | --- | ----------------------------------------------------------------------------------------- | --- | ----------------------------------------------------------------------------------------- |
| Antigua e Barbuda                         | Stato membro delle Nazioni Unite                   | Stato sovrano                                     | Antigua e Barbuda                                                         | Sì | Federazione calcistica di Antigua e Barbuda | Federazione di cricket delle Indie Occidentali                                            | No | Federazione cestistica di Antigua e Barbuda                                               |
| Australia                                 | Stato membro delle Nazioni Unite                   | Stato sovrano                                     | Australia                                                                 | Sì | Federazione calcistica dell'Australia | Federazione di cricket dell'Australia                                                     | Federazione di rugby dell'Australia | Federazione cestistica dell'Australia                                                     |
| Isole Cocos (Keeling)                     | Australia                                          | Territorio Esterno dell'Australia                 | Australia                                                                 | No | No | No                                                                                        | No | No                                                                                        |
| Isole Heard e McDonald                    | Australia                                          | Territorio Esterno dell'Australia                 | Australia                                                                 | No | No | No                                                                                        | No | No                                                                                        |
| Isola di Natale                           | Australia                                          | Territorio Esterno dell'Australia                 | Australia                                                                 | No | No | No                                                                                        | No | No                                                                                        |
| Isola Norfolk                             | Australia                                          | Territorio Esterno dell'Australia                 | Australia                                                                 | Si, solo a livello continentale Associato ai Comitati Olimpici Nazionali d'Oceania ma non al CIO                                                       | No | No                                                                                        | No | No                                                                                        |
| Barbados                                  | Stato membro delle Nazioni Unite                   | Stato sovrano                                     | Barbados                                                                  | Sì | Federazione calcistica di Barbados | Federazione di cricket delle Indie Occidentali                                            | Federazione di rugby di Barbados | Federazione cestistica di Barbados                                                        |
| Cina                                      | Stato membro delle Nazioni Unite                   | Stato sovrano                                     | Cina                                                                      | Sì | Federazione calcistica della Cina | Federazione di cricket della Cina                                                         | Federazione di rugby della Cina | Federazione cestistica della Cina                                                         |
| Hong Kong                                 | Cina                                               | Regione Amministrativa Speciale                   | Cina con passaporto specifico                                             | Sì | Federazione calcistica di Hong Kong | Federazione di cricket di Hong Kong                                                       | Federazione di rugby di Hong Kong | Federazione cestistica di Hong Kong                                                       |
| Macao                                     | Cina                                               | Regione Amministrativa Speciale                   | Cina con passaporto specifico                                             | Si, solo a livello continentale Associato al Consiglio Olimpico d'Asia ma non al CIO                                                                   | Federazione calcistica di Macao | No                                                                                        | Federazione di rugby di Macao, riconosciuta solo a livello continentale dalla ARFU | Federazione cestistica di Macao                                                           |
| Taiwan                                    | Non rappresentato, rivendicato dalla Cina          | Stato a riconoscimento limitato                   | Taiwan                                                                    | Sì Alle competizioni olimpiche compete col nome di Taipei Cinese                                                                                       | Federazione calcistica di Taipei Cinese | No                                                                                        | Federazione di rugby di Taipei Cinese | Federazione cestistica di Taiwan                                                          |
| Città del Vaticano                        | Stato osservatore                                  | Stato sovrano                                     | Città del Vaticano                                                        | No Con le regole attuali potrebbe fare richiesta al CIO                                                                                                | No | No                                                                                        | No | No                                                                                        |
| Regno di Danimarca                        | Stato membro delle Nazioni Unite                   | Stato sovrano                                     | Regno di Danimarca                                                        | No | No | No                                                                                        | No | No                                                                                        |
| Danimarca                                 | Regno di Danimarca                                 | Nazione costitutiva del Regno di Danimarca        | Regno di Danimarca                                                        | Sì | Federazione calcistica della Danimarca | Federazione di cricket della Danimarca                                                    | Federazione di rugby della Danimarca | Federazione cestistica della Danimarca                                                    |
| Fær Øer                                   | Regno di Danimarca                                 | Nazione costitutiva del Regno di Danimarca        | Regno di Danimarca con passaporto specifico                               | No | Federazione calcistica delle Fær Øer | No                                                                                        | No | No                                                                                        |
| Groenlandia                               | Regno di Danimarca                                 | Nazione costitutiva del Regno di Danimarca        | Regno di Danimarca con passaporto specifico                               | No | Federazione calcistica della Groenlandia, non riconosciuta né della FIFA né della CONCACAF | No                                                                                        | No | No                                                                                        |
| Dominica                                  | Stato membro delle Nazioni Unite                   | Stato sovrano                                     | Dominica                                                                  | Sì | Federazione calcistica della Dominica | Federazione di cricket delle Indie Occidentali                                            | No | Federazione cestistica della Dominica                                                     |
| Francia                                   | Stato membro delle Nazioni Unite                   | Stato sovrano                                     | Francia                                                                   | Sì | Federazione calcistica della Francia | Federazione di cricket della Francia                                                      | Federazione di rugby della Francia | Federazione cestistica della Francia                                                      |
| Guadalupa                                 | Francia                                            | Dipartimento d'oltremare                          | Francia                                                                   | No | Federazione calcistica di Guadalupa riconosciuta solo a livello continentale dalla CONCACAF e affiliata alla FFF                                                                                     | No                                                                                        | Federazione di rugby di Guadalupa, riconosciuta solo a livello continentale dalla RAN, governata dalla Federazione francese, rappresentativa comune di Guadalupa, Saint-Barthélemy e Saint-Martin | No                                                                                        |
| Guyana francese                           | Francia                                            | Dipartimento d'oltremare                          | Francia                                                                   | No | Federazione calcistica della Guyana francese riconosciuta solo a livello continentale dalla CONCACAF e affiliata alla FFF                                                                            | No                                                                                        | Federazione di rugby della Guyana Francese, riconosciuta solo a livello continentale dalla RAN, governata dalla Federazione francese                                                              | No                                                                                        |
| Martinica                                 | Francia                                            | Dipartimento d'oltremare                          | Francia                                                                   | No | Federazione calcistica di Martinica riconosciuta solo a livello continentale dalla CONCACAF e affiliata alla FFF                                                                                     | No                                                                                        | Federazione di rugby di Martinica, riconosciuta solo a livello continentale dalla RAN, governata dalla Federazione francese                                                                       | No                                                                                        |
| Mayotte                                   | Francia                                            | Dipartimento d'oltremare                          | Francia                                                                   | No | Federazione calcistica di Mayotte non riconosciuta né dalla FIFA, né dalla CAF; è affiliata alla FFF                                                                                                 | No                                                                                        | No | No                                                                                        |
| Nuova Caledonia                           | Francia                                            | Collettività d'oltremare                          | Nuova Caledonia e Francia                                                 | Si, solo a livello continentale Associato ai Comitati Olimpici Nazionali d'Oceania ma non al CIO                                                       | Federazione calcistica della Nuova Caledonia | No                                                                                        | Federazione di rugby della Nuova Caledonia, riconosciuta solo a livello continentale dalla OR, governata dalla Federazione francese                                                               | Federazione cestistica della Nuova Caledonia                                              |
| Polinesia francese                        | Francia                                            | Collettività d'oltremare                          | Francia                                                                   | Si, solo a livello continentale Associato ai Comitati Olimpici Nazionali d'Oceania ma non al CIO                                                       | Federazione calcistica di Tahiti | No                                                                                        | Federazione di rugby della Polinesia Francese | Federazione cestistica di Tahiti                                                          |
| La Riunione                               | Francia                                            | Dipartimento d'oltremare                          | Francia                                                                   | No | Federazione calcistica della Riunione riconosciuta solo a livello continentale dalla CAF e affiliata alla FFF                                                                                        | No                                                                                        | No | No                                                                                        |
| Saint-Barthélemy                          | Francia                                            | Collettività d'oltremare                          | Francia                                                                   | No | No | No                                                                                        | Federazione di rugby di Guadalupa, riconosciuta solo a livello continentale dalla RAN, governata dalla Federazione francese, rappresentativa comune di Guadalupa, Saint-Barthélemy e Saint-Martin | No                                                                                        |
| Saint-Martin                              | Francia                                            | Collettività d'oltremare                          | Francia                                                                   | No | Federazione calcistica di Saint-Martin riconosciuta solo a livello continentale dalla CONCACAF e affiliata alla FFF                                                                                  | No                                                                                        | Federazione di rugby di Guadalupa, riconosciuta solo a livello continentale dalla RAN, governata dalla Federazione francese, rappresentativa comune di Guadalupa, Saint-Barthélemy e Saint-Martin | No                                                                                        |
| Saint-Pierre e Miquelon                   | Francia                                            | Collettività d'oltremare                          | Francia                                                                   | No | Federazione calcistica di Saint-Pierre e Miquelon non riconosciuta né dalla FIFA, né dalla OFC; è affiliata sia alla Federazione calcistica della Francia che alla Federazione calcistica del Canada | No                                                                                        | No | No                                                                                        |
| Wallis e Futuna                           | Francia                                            | Collettività d'oltremare                          | Francia                                                                   | Si, solo a livello continentale Associato ai Comitati Olimpici Nazionali d'Oceania ma non al CIO                                                       | No | No                                                                                        | Federazione di rugby di Wallis e Futuna, riconosciuta solo a livello continentale dalla OR, governata dalla Federazione francese                                                                  | No                                                                                        |
| Giamaica                                  | Stato membro delle Nazioni Unite                   | Stato sovrano                                     | Giamaica                                                                  | Sì | Federazione calcistica della Giamaica | Federazione di cricket delle Indie Occidentali                                            | Federazione di rugby della Giamaica | Federazione cestistica della Giamaica                                                     |
| Grenada                                   | Stato membro delle Nazioni Unite                   | Stato sovrano                                     | Grenada                                                                   | Sì | Federazione calcistica di Grenada | Federazione di cricket delle Indie Occidentali                                            | No | Federazione cestistica di Grenada                                                         |
| Guyana                                    | Stato membro delle Nazioni Unite                   | Stato sovrano                                     | Guyana                                                                    | Sì | Federazione calcistica della Guyana | Federazione di cricket delle Indie Occidentali                                            | Federazione di rugby della Guyana | Federazione cestistica della Guyana                                                       |
| Irlanda                                   | Stato membro delle Nazioni Unite                   | Stato sovrano                                     | Irlanda                                                                   | Sì | Federazione calcistica dell'Irlanda | Federazione di cricket dell'Irlanda, rappresentativa comune di Irlanda e Irlanda del Nord | Federazione di rugby dell'Irlanda, rappresentativa comune di Irlanda e Irlanda del Nord | Federazione cestistica dell'Irlanda rappresentativa comune di Irlanda e Irlanda del Nord  |
| Kosovo                                    | Non rappresentato, rivendicato dalla Serbia        | Stato a riconoscimento limitato                   | Kosovo                                                                    | Sì | Federazione calcistica del Kosovo | No                                                                                        | No | Federazione cestistica del Kosovo                                                         |
| Nuova Zelanda                             | Stato membro delle Nazioni Unite                   | Stato sovrano                                     | Nuova Zelanda                                                             | Sì | Federazione calcistica della Nuova Zelanda | Federazione di cricket della Nuova Zelanda                                                | Federazione di rugby della Nuova Zelanda | Federazione cestistica della Nuova Zelanda                                                |
| Isole Cook                                | Nuova Zelanda                                      | Stato in libera associazione con la Nuova Zelanda | Isole Cook e Nuova Zelanda                                                | Sì | Federazione calcistica delle Isole Cook | Federazione di cricket delle Isole Cook                                                   | Federazione di rugby delle Isole Cook | Federazione cestistica delle Isole Cook                                                   |
| Niue                                      | Nuova Zelanda                                      | Stato in libera associazione con la Nuova Zelanda | Niue e Nuova Zelanda                                                      | Si, solo a livello continentale Associato ai Comitati Olimpici Nazionali d'Oceania ma non al CIO; con le regole attuali potrebbe fare richiesta al CIO | Federazione calcistica di Niue non riconosciuta né dalla FIFA, né dalla OFC | No                                                                                        | Federazione di rugby di Niue | No                                                                                        |
| Tokelau                                   | Nuova Zelanda                                      | Territorio dipendente della Nuova Zelanda         | Nuova Zelanda                                                             | Si, solo a livello continentale Associato ai Comitati Olimpici Nazionali d'Oceania ma non al CIO                                                       | No | No                                                                                        | No | No                                                                                        |
| Regno dei Paesi Bassi                     | Stato membro delle Nazioni Unite                   | Stato sovrano                                     | Regno dei Paesi Bassi                                                     | No | No | No                                                                                        | No | No                                                                                        |
| Paesi Bassi                               | Regno dei Paesi Bassi                              | Nazione costitutiva del Regno dei Paesi Bassi     | Regno dei Paesi Bassi                                                     | Sì | Federazione calcistica dei Paesi Bassi | Federazione di cricket dei Paesi Bassi                                                    | Federazione di rugby dei Paesi Bassi | Federazione cestistica dei Paesi Bassi                                                    |
| Aruba                                     | Regno dei Paesi Bassi                              | Nazione costitutiva del Regno dei Paesi Bassi     | Regno dei Paesi Bassi                                                     | Sì | Federazione calcistica di Aruba | No                                                                                        | No | Federazione cestistica di Aruba                                                           |
| Curaçao                                   | Regno dei Paesi Bassi                              | Nazione costitutiva del Regno dei Paesi Bassi     | Regno dei Paesi Bassi                                                     | Si, non riconosciuto dal CIO Fino al 2011 parte del Comitato Olimpico delle Antille Olandesi.                                                          | Federazione calcistica di Curaçao | No                                                                                        | Federazione di rugby di Curaçao, riconosciuta solo a livello continentale dalla RAN | No                                                                                        |
| Sint Maarten                              | Regno dei Paesi Bassi                              | Nazione costitutiva del Regno dei Paesi Bassi     | Regno dei Paesi Bassi                                                     | No Fino al 2011 parte del Comitato Olimpico delle Antille Olandesi.                                                                                    | Federazione calcistica di Sint Maarten riconosciuta solo a livello continentale dalla CONCACAF | Federazione di cricket delle Indie Occidentali                                            | No | No                                                                                        |
| Palestina                                 | Stato osservatore                                  | Stato a riconoscimento limitato                   | Palestina                                                                 | Sì | Federazione calcistica della Palestina | No                                                                                        | No | Federazione cestistica della Palestina                                                    |
| Regno Unito                               | Stato membro delle Nazioni Unite                   | Stato sovrano                                     | Regno Unito                                                               | Sì | No | No                                                                                        | No | Federazione cestistica del Regno Unito con esclusione dell'Irlanda del Nord               |
| Anguilla                                  | Regno Unito                                        | Territorio d'oltremare britannico                 | Regno Unito British Overseas Territories citizen con passaporto specifico | No | Federazione calcistica di Anguilla | Federazione di cricket delle Indie Occidentali                                            | No | No                                                                                        |
| Bermuda                                   | Regno Unito                                        | Territorio d'oltremare britannico                 | Regno Unito British Overseas Territories citizen con passaporto specifico | Sì | Federazione calcistica di Bermuda | Federazione di cricket di Bermuda                                                         | Federazione di rugby di Bermuda | Federazione cestistica di Bermuda                                                         |
| Georgia del Sud e Isole Sandwich Australi | Regno Unito                                        | Territorio d'oltremare britannico                 | Regno Unito British Overseas Territories citizen con passaporto specifico | No | No | No                                                                                        | No | No                                                                                        |
| Galles                                    | Regno Unito                                        | Nazione costitutiva del Regno Unito               | Regno Unito                                                               | No | Federazione calcistica del Galles | Federazione di cricket dell'Inghilterra e del Galles                                      | Federazione di rugby del Galles | No                                                                                        |
| Gibilterra                                | Regno Unito                                        | Territorio d'oltremare britannico                 | Regno Unito con passaporto specifico                                      | No | Federazione calcistica di Gibilterra | Federazione di cricket di Gibilterra                                                      | No | Federazione cestistica di Gibilterra                                                      |
| Guernsey                                  | Regno Unito                                        | Dipendenza della Corona britannica                | Regno Unito con passaporto specifico                                      | No | Federazione calcistica dell'Inghilterra rappresentativa comune di Inghilterra, Jersey, Guernsey e Isola di Man                                                                                       | Federazione di cricket di Guernsey                                                        | Federazione di rugby dell'Inghilterra rappresentativa comune di Inghilterra, Jersey, Guernsey e Isola di Man                                                                                      | No                                                                                        |
| Inghilterra                               | Regno Unito                                        | Nazione costitutiva del Regno Unito               | Regno Unito                                                               | No | Federazione calcistica dell'Inghilterra rappresentativa comune di Inghilterra, Jersey, Guernsey e Isola di Man                                                                                       | Federazione di cricket dell'Inghilterra e del Galles                                      | Federazione di rugby dell'Inghilterra rappresentativa comune di Inghilterra, Jersey, Guernsey e Isola di Man                                                                                      | No                                                                                        |
| Irlanda del Nord                          | Regno Unito                                        | Nazione costitutiva del Regno Unito               | Regno Unito                                                               | No | Federazione calcistica dell'Irlanda del Nord | Federazione di cricket dell'Irlanda, rappresentativa comune di Irlanda e Irlanda del Nord | Federazione di rugby dell'Irlanda, rappresentativa comune di Irlanda e Irlanda del Nord | Federazione cestistica dell'Irlanda, rappresentativa comune di Irlanda e Irlanda del Nord |
| Isola di Man                              | Regno Unito                                        | Dipendenza della Corona britannica                | Regno Unito con passaporto specifico                                      | No | Federazione calcistica dell'Inghilterra rappresentativa comune di Inghilterra, Jersey, Guernsey e Isola di Man                                                                                       | Federazione di cricket dell'Isola di Man                                                  | Federazione di rugby dell'Inghilterra rappresentativa comune di Inghilterra, Jersey, Guernsey e Isola di Man                                                                                      | No                                                                                        |
| Isole Cayman                              | Regno Unito                                        | Territorio d'oltremare britannico                 | Regno Unito British Overseas Territories citizen con passaporto specifico | Sì | Federazione calcistica delle Isole Cayman | Federazione di cricket delle Isole Cayman                                                 | Federazione di rugby delle Isole Cayman | Federazione cestistica delle Isole Cayman                                                 |
| Isole Falkland                            | Regno Unito                                        | Territorio d'oltremare britannico                 | Regno Unito con passaporto specifico                                      | No | No | Federazione di cricket delle Isole Falkland                                               | No | No                                                                                        |
| Isole Pitcairn                            | Regno Unito                                        | Territorio d'oltremare britannico                 | Regno Unito British Overseas Territories citizen con passaporto specifico | No | No | No                                                                                        | No | No                                                                                        |
| Isole Vergini Britanniche                 | Regno Unito                                        | Territorio d'oltremare britannico                 | Regno Unito British Overseas Territories citizen con passaporto specifico | Sì | Federazione calcistica delle Isole Vergini Britanniche | Federazione di cricket delle Indie Occidentali                                            | Federazione di rugby delle Isole Vergini Britanniche | Federazione cestistica delle Isole Vergini Britanniche                                    |
| Jersey                                    | Regno Unito                                        | Dipendenza della Corona britannica                | Regno Unito con passaporto specifico                                      | No | Federazione calcistica dell'Inghilterra rappresentativa comune di Inghilterra, Jersey, Guernsey e Isola di Man                                                                                       | Federazione di cricket di Jersey                                                          | Federazione di rugby dell'Inghilterra rappresentativa comune di Inghilterra, Jersey, Guernsey e Isola di Man                                                                                      | No                                                                                        |
| Montserrat                                | Regno Unito                                        | Territorio d'oltremare britannico                 | Regno Unito British Overseas Territories citizen con passaporto specifico | No | Federazione calcistica di Montserrat | Federazione di cricket delle Indie Occidentali                                            | No | Federazione cestistica di Montserrat                                                      |
| Sant'Elena, Ascensione e Tristan da Cunha | Regno Unito                                        | Territorio d'oltremare britannico                 | Regno Unito British Overseas Territories citizen con passaporto specifico | No | No | Federazione di cricket di Sant'Elena                                                      | No | No                                                                                        |
| Territorio britannico dell'Oceano Indiano | Regno Unito                                        | Territorio d'oltremare britannico                 | Regno Unito British Overseas Territories citizen con passaporto specifico | No | No | No                                                                                        | No | No                                                                                        |
| Turks e Caicos                            | Regno Unito                                        | Territorio d'oltremare britannico                 | Regno Unito British Overseas Territories citizen con passaporto specifico | No | Federazione calcistica di Turks e Caicos | Federazione di cricket di Turks e Caicos                                                  | Federazione di rugby di Turks e Caicos, riconosciuta solo a livello continentale dalla RAN | Federazione cestistica di Turks e Caicos                                                  |
| Scozia                                    | Regno Unito                                        | Nazione costitutiva del Regno Unito               | Regno Unito                                                               | No | Federazione calcistica della Scozia | Federazione di cricket della Scozia                                                       | Federazione di rugby della Scozia | No                                                                                        |
| Saint Kitts e Nevis                       | Stato membro delle Nazioni Unite                   | Stato sovrano                                     | Saint Kitts e Nevis                                                       | Sì | Federazione calcistica di Saint Kitts e Nevis | Federazione di cricket delle Indie Occidentali                                            | No | Federazione cestistica di Saint Kitts e Nevis                                             |
| Saint Lucia                               | Stato membro delle Nazioni Unite                   | Stato sovrano                                     | Saint Lucia                                                               | Sì | Federazione calcistica di Saint Lucia | Federazione di cricket delle Indie Occidentali                                            | Federazione di rugby di Saint Lucia | Federazione cestistica di Saint Lucia                                                     |
| Saint Vincent e Grenadine                 | Stato membro delle Nazioni Unite                   | Stato sovrano                                     | Saint Vincent e Grenadine                                                 | Sì | Federazione calcistica di Saint Vincent e Grenadine | Federazione di cricket delle Indie Occidentali                                            | Federazione di rugby di Saint Vincent e Grenadine | Federazione cestistica di Saint Vincent e Grenadine                                       |
| Stati Uniti                               | Stato membro delle Nazioni Unite                   | Stato sovrano                                     | Stati Uniti                                                               | Sì | Federazione calcistica degli Stati Uniti | Federazione di cricket degli Stati Uniti                                                  | Federazione di rugby degli Stati Uniti | Federazione cestistica degli Stati Uniti                                                  |
| Guam                                      | Stati Uniti                                        | Territorio non incorporato                        | Stati Uniti                                                               | Sì | Federazione calcistica di Guam | No                                                                                        | Federazione di rugby di Guam | Federazione cestistica di Guam                                                            |
| Isole Marianne Settentrionali             | Stati Uniti                                        | Commonwealth in unione politica con gli USA       | Stati Uniti                                                               | Si, solo a livello continentale Associato ai Comitati Olimpici Nazionali d'Oceania ma non al CIO                                                       | Federazione calcistica delle Isole Marianne Settentrionali riconosciuta solo a livello continentale dalla AFC                                                                                        | No                                                                                        | No | Federazione cestistica delle Isole Marianne Settentrionali                                |
| Porto Rico                                | Stati Uniti                                        | Territorio non incorporato                        | Stati Uniti                                                               | Sì | Federazione calcistica di Porto Rico | No                                                                                        | No | Federazione cestistica di Porto Rico                                                      |
| Isole minori esterne degli Stati Uniti    | Stati Uniti                                        | Territorio non incorporato                        | Stati Uniti                                                               | No | No | No                                                                                        | No | No                                                                                        |
| Samoa Americane                           | Stati Uniti                                        | Territorio non incorporato                        | Stati Uniti                                                               | Sì | Federazione calcistica delle Samoa Americane | No                                                                                        | Federazione di rugby delle Samoa Americane | Federazione cestistica delle Samoa Americane                                              |
| Isole Vergini Americane                   | Stati Uniti                                        | Territorio non incorporato                        | Stati Uniti                                                               | Sì | Federazione calcistica delle Isole Vergini Americane | Federazione di cricket delle Indie Occidentali                                            | No | Federazione cestistica delle Isole Vergini Americane                                      |
| Trinidad e Tobago                         | Stato membro delle Nazioni Unite                   | Stato sovrano                                     | Trinidad e Tobago                                                         | Sì | Federazione calcistica di Trinidad e Tobago | Federazione di cricket delle Indie Occidentali                                            | Federazione di rugby di Trinidad e Tobago | Federazione cestistica di Trinidad e Tobago                                               |